# Trinh Đường
Trinh Đường (tên khai sinh là Trương Đình; 1919 – 2001) là nhà thơ Việt Nam, được tặng Giải thưởng Nhà nước về Văn học Nghệ thuật vào năm 2012.

## Tiểu sử
Trinh Đường (còn có các bút danh khác là Trương Phú Xuân, La Vân, Duy Mỹ) sinh ngày 01 tháng 01 năm 1919, tại thôn Đại Thắng, xã Đại Lộc, tỉnh Quảng Nam.
Trinh Đường sinh ra trong một gia đình thuộc loại khá giả ở nông thôn thời xưa nên ông được học hành chu đáo, thông thạo chữ nho, chữ Hán, đọc nhiều thơ Đường, thơ Nguyễn Du và nhiều thơ cổ khác của Việt Nam. Sau này Trinh Đường còn học tiếng Pháp và thơ phương Tây.
Khi Cách mạng tháng Tám năm 1945 nổ ra, ông tham gia Ban chỉ huy khởi nghĩa giành chính quyền của tổng Quảng Hòa. Từ năm 1947 đến 1954, ông là ủy viên Ban chấp hành chi hội văn nghệ Liên khu V, phân hội trưởng Phân hội văn nghệ Quảng Nam – Đà Nẵng, tiền thân của Hội Văn nghệ Quảng Nam – Đà Nẵng sau này.
Sau Hiệp định Genève 1954, Trinh Đường tập kết ra Bắc. Ông ltham gia sáng lập Hội Nhà văn Việt Nam vào năm 1957 và làm việc tại Hội Nhà văn Việt Nam, trải qua một số chức danh: trưởng ban thơ Báo Văn nghệ, biên tập thơ Nhà xuất bản Văn học, Nhà xuất bản Giải phóng.
Ông là đảng viên Đảng Cộng sản Việt Nam.
Trinh Đường qua đời tại Hà Nội ngày 28 tháng 9 năm 2001. Tang lễ ông được tổ chức tại Hà Nội, thi hài được đưa về an táng tại quê nhà ở Quảng Nam.

## Sự nghiệp
Trinh Đường yêu thơ và bắt đầu làm thơ từ tuổi thiếu niên nhưng trước năm 1945, ông chưa công bố thơ.
Trong thời gian đầu tham gia cách mạng, ông tham gia chiến dịch với bộ đội, đi công tác với đoàn công tác địch hậu và sáng tác được nhiều thơ văn phục vụ cách mạng. Bài thơ đầu tiên của ông được nhiều người biết đến là bài "Hồi ký đầu thu".
Ông có nhiều tác phẩm thơ: Hoa gạo, Hạt giống, Thủy triều, Bạch Đằng tráng khúc, Giao mùa, Phượng hoàng con, Quán trọ, Hội hóa trang, Cà Mau, Hành trình... Suốt đời thơ, Trinh Đường đã có mười bốn tập thơ và trường ca, xuất bản đều đặn từ 1960 đến 2001.
Ngoài thơ, ông còn sáng tác văn xuôi (bút ký, truyện ngắn), viết tiểu luận, bình thơ. Cuộc đời văn của ông gồm hai sự nghiệp: sáng tác và biên tập, phê bình. Trong đó, sự đóng góp của ông cho xã hội ở phần lý luận, biên tập, phê bình, lại lớn hơn phần sáng tác.

Sau khi về hưu (1981), Trinh Đường vẫn đi nhiều nơi khắp Nam Bắc để giới thiệu lực lượng qua các tập Những gương mặt thơ mới. Ngoài ra, ông còn một mình đứng ra làm tất cả mọi việc để cho ra đời Tuyển tập thơ thế kỷ gồm ba tập. Năm 1995 ông cho in cuốn Một thế kỷ thơ Việt - Tập I (Nhà xuất bản Văn hóa - Thông tin). Đây là lần đầu tiên ở nước ta, một cá nhân nhà thơ đứng ra làm tuyển tập thơ thế kỷ. Năm 1999, ông tiếp tục cho ra đời cuốn Thơ Việt thế kỷ XX - chọn lọc và bình - Tập 1 (Nhà xuất bản Thanh Niên).
| “                     | Về sáng tác, tôi luôn luôn đổi mới trên cơ sở truyền thống và hiện đại, biệt lập phong cách. Về đào tạo lớp người kế tục, nổi lên trong và sau chống Mỹ và công việc của Hội đều ít nhiều có phần đóng góp của tôi. | ” |
| — nhà thơ Trinh Đường | |   |

Năm 2012, ông được truy tặng Giải thưởng Nhà nước về Văn học Nghệ thuật với cụm tác phẩm: Hạt giống (tập thơ); Giao mùa (tập thơ).

## Tác phẩm chính

### Thơ, trường ca
- Hoa gạo (Thơ - NXB Văn học, 1960),
- Hạt giống (Thơ - NXB Văn học, 1966),
- Thủy triều (Thơ - NXB Văn học, 1973),
- Về Thanh (Thơ - Sở Văn hóa Thanh Hóa, 1974),
- Giao mùa (Thơ - NXB Hội Nhà văn, 1982),
- Quán trọ (Thơ - NXB Lao động, 1991),
- Hội hóa trang (Thơ - NXB Thanh Niên, 1992),
- Trò chơi phù thế (Thơ - NXB Thanh niên, 1997),
- Cà Mau (Trường ca - NXB Thanh Niên, 1997),
- Điện Biên Phủ trên không (Trường ca - NXB Đà Nẵng, 1997)...
- Thơ Trinh Đường (thơ với tuổi thơ, Nxb Kim Đồng, 2001)
- Tuyển tập thơ Trinh Đường (Thanh Quế tuyển tập chọn và giới thiệu, NXB Đà Nẵng, 2001)...

### Văn
- Làm cầu La Kham (Ký - NXB Văn hóa, 1957),
- Ngày và đêm một lứa đôi (Tập truyện ngắn - NXB Đà Nẵng, 1988)...

### Phê bình, lý luận, biên soạn
- Ngày hội thơ (Lý luận phê bình - NXB Văn học, 1994),
- Những gương mặt thơ mới - tập 1, 2 (Lý luận phê bình - NXB Thanh Niên, 1994),
- Thơ và tuổi học trò (Lý luận phê bình - NXB Lao động, 1994),
- Một thế kỷ thơ Việt - tập 1 (Lý luận phê bình - NXB Văn hóa thông tin, 1995),
- Thơ Việt thế kỷ XX chọn lọc và bình - tập 1 (NXB Thanh Niên, 1999)...

Nguồn:

## Vinh danh
- Giải thưởng Nhà nước về Văn học Nghệ thuật năm 2012.

- Giải thưởng Nhà nước về Văn học Nghệ thuật năm 2012.